# Wagenwegstraat
De Wagenwegstraat, op oudere kaarten ook wel aangeduid met Wage(n)straat, is een straat in de historische binnenstad van Paramaribo. De straat begint bij de Grote Kerkstraat en eindigt bij het begin van de Zwartenhovenbrugstraat. Tot 1948 liep de Wagenwegstraat door en sindsdien heet dit gedeelte de Dr. J.F. Nassylaan.

## Bouwwerken

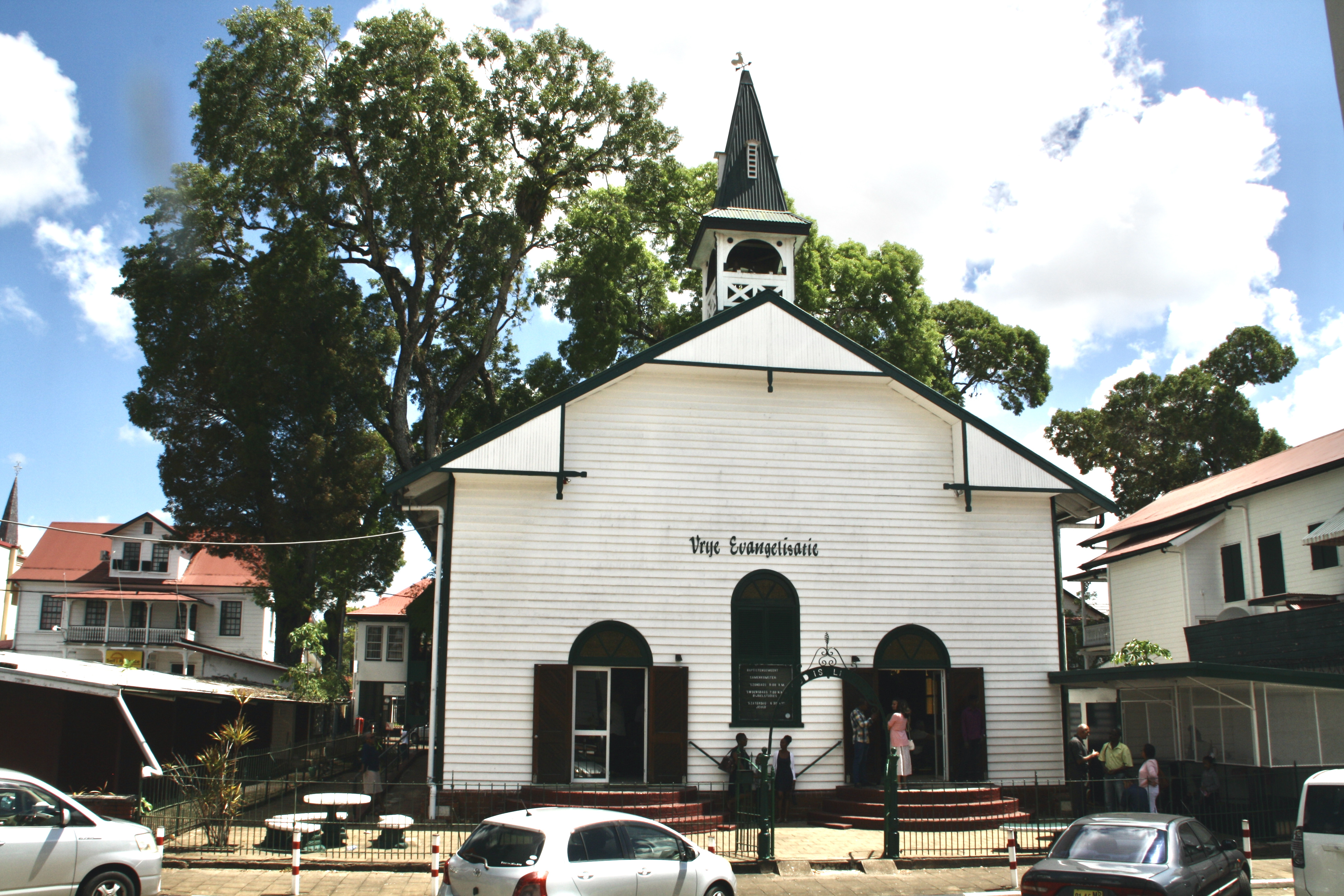
Baptistenkerk

De straat ontleent haar naam mogelijk aan de vroegere wagenmakersbedrijf in de straat.
Het gedeelte van het Kerkplein tot de Zwartenhovenbrugstraat werd in 1933 door de Surinaamsche Waterleiding Maatschappij (SWM) aangesloten op het waterleidingnet.
Aan de Wagenwegstraat bevond zich tijdens de jeugd van de landbouwkundige en socioloog Deryck Ferrier een Chinese winkel. Hij karakteriseerde dit als een heel merkwaardig huis met drie huisnummers: de voordeur bevond zich aan de Klipstenenstraat, de Chinese winkel onder hen bevond zich aan de Wagenwegstraat en de achterom bevond zich aan de Heerenstraat.
Eind 20e eeuw begon de Indiaas cultureel attaché en taalkundige Mahatam Singh (1926-2006) een bekend roti-restaurant aan de Wagenwegstraat onder de naam Moti Mahal.
Het begin van de Wagenwegstraat ligt bij de Centrumkerk aan de Grote Kerkstraat. Hier liggen aan weerszijden de Burger King en de Republic Bank. De weg loopt vervolgens in noordwestelijke richting parallel aan de Heerenstraat langs onder meer het Palacio Hotel, Fernandes Agenturen, een baptistenkerk, een Datsun- en Nissan-garage, het huis van Elisabeth Samson, het huis van Nanette Samson, het consulaat van Canada, het Princess Hotel en de muziekwinkel Disco Amigo. De straat eindigt op de s-bocht waar de Zwartenhovenbrugstraat begint met op de overzijde METS Travel & Tours. Hierna vervolgt de weg als de Dr. J.F. Nassylaan, wat tot 1948 ook deel uitmaakte van de Wagenwegstraat. De straat kent eenrichtingsverkeer dat vanaf de Zwartenhovenbrugstraat binnenrijdt.

### Monumenten
De volgende panden in de Wagenwegstraat staan op de monumentenlijst:

#### Nog bestaande monumenten
| Omschrijving                        | Bouwjaar                  | Adres             | Coördinaten                  | Objectnummer? | Afbeelding                    |
| ----------------------------------- | ------------------------- | ----------------- | ---------------------------- | ------------- | ----------------------------- |
| woonhuis: huis van Elisabeth Samson | 18e eeuw                  | Wagenwegstraat 22 | 5° 49' 44" NB, 55° 9' 28" WL | APO 060       | Meer afbeeldingen Upload foto |
| woonhuis                            |                           | Wagenwegstraat 37 | 5° 49' 45" NB, 55° 9' 31" WL | CPO 041       | Meer afbeeldingen Upload foto |
| woonhuis: huis van Nanette Samson   | 18e eeuw (voorstoep)/1821 | Wagenwegstraat 47 | 5° 49' 43" NB, 55° 9' 28" WL | APO 061       | Meer afbeeldingen Upload foto |
| woonhuis                            |                           | Wagenwegstraat 50 | 5° 49' 47" NB, 55° 9' 33" WL | BPO 069       | Meer afbeeldingen Upload foto |
| woonhuis                            |                           | Wagenwegstraat 51 | 5° 49' 47" NB, 55° 9' 33" WL | CPO 042       | Meer afbeeldingen Upload foto |

#### Niet meer bestaand monument
| Omschrijving | Bouwjaar               | Adres             | Coördinaten                  | Objectnummer? | Afbeelding                    |
| ------------ | ---------------------- | ----------------- | ---------------------------- | ------------- | ----------------------------- |
|              | Illegaal gesloopt 2017 | Wagenwegstraat 62 | 5° 49' 47" NB, 55° 9' 33" WL | CPO 043       | Meer afbeeldingen Upload foto |

## Stadsbrand van 1821

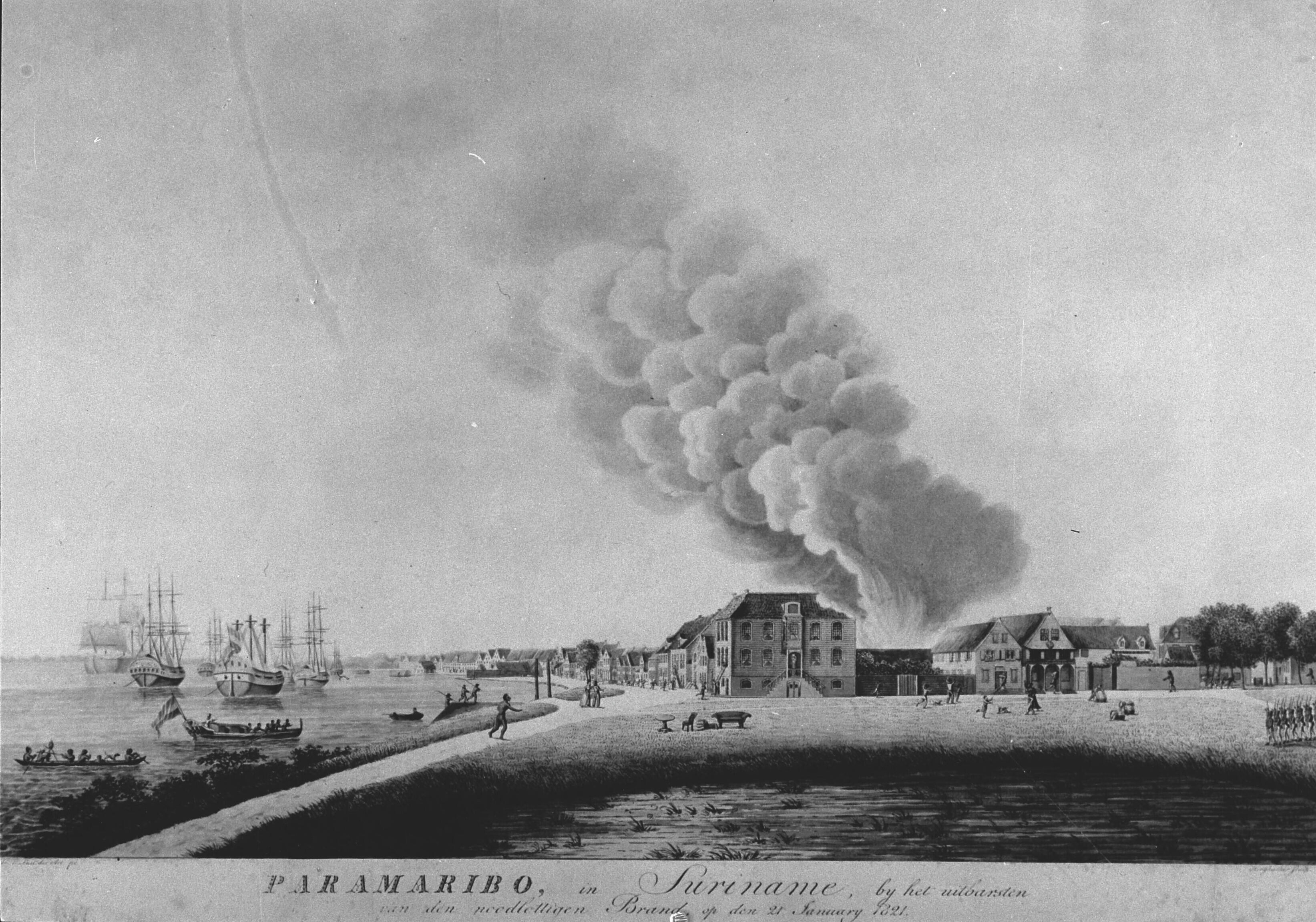
Prent van de stadsbrand van 1821

Op zondagmiddag 21 januari 1821 brak rond half twee brand uit in een huis op de hoek van het Gouvernementsplein en de Waterkant. De brand bleef vervolgens overslaan op andere huizen tot de brand de volgende dag om twaalf uur onder controle was. In tien straten brandden alle huizen af. Ook andere straten werden zwaar getroffen, waaronder een deel van de Wagenwegstraat.